# Lulu na moście
Lulu na moście – amerykański melodramat z 1998 roku.

## Główne role
- Harvey Keitel – Izzy Maurer
- Richard Edson – Dave Reilly
- Don Byron – Tyrone Lord
- Mira Sorvino – Celia Burns
- Victor Argo – Pierre
- Peggy Gormley – Dr Fisher
- Harold Perrineau Jr. – Bobby Perez
- Gina Gershon – Hannah
- Sophie Auster – Sonia Kleinman
- Vanessa Redgrave – Catherine Moore
- Mandy Patinkin – Philip Kleinman
- Greg Johnson – Stanley Mar
- Willem Dafoe – Dr Van Horn

## Fabuła
Izzy Maurer to nowojorski saksofonista. Pewnej nocy podczas koncertu w klubie zostaje postrzelony. To wydarzenie ma na niego duży wpływ. Po leczeniu muzyk spaceruje po Manhattanie i znajduje ciało mężczyzny. W jego teczce znajduje serwetkę z numerem telefonu i pudełko z kamieniem. Bierze obydwa przedmioty – dzwoni pod wskazany numer, który należy do Celii Burns, aktorki. Spotyka się z nią i oboje przeżywają romans. Ale kiedy ona ma grać w filmie, Izzy wręcza jej kamień. Pod jej nieobecność zostaje pojmany.